# مصطفی محمد صالح
مصطفی محمد صالح (عربی: مصطفى محمد صالح؛ زادهٔ ۳ سپتامبر ۱۹۶۳) ورزشکار بوکس اهل عراق است. او به نمایندگی از کشورش در بازی‌های المپیک تابستانی ۱۹۸۸ شرکت کرد.